# Герб Хонуу
Герб села Хонуу Момского района Республики Саха (Якутия) Российской Федерации.
Герб утверждён Решением 1 сессии наслежного совета депутатов МО «Момский национальный наслег» № 8 от 13 декабря 2007 года.
Герб в Государственный геральдический регистр Российской Федерации не внесён.

## Описание герба и его символики
Герб представляет собой изображение на зелёном фоне золотистой буквы «Ю» исторически образовавшейся на Момском хребте, возвышающемся над селом. Она символизирует красоту и является достопримечательностью.
Белая окантовка вокруг буквы символизирует о суровости северного наслега, другая окантовка вокруг зелёного диска указывает на то, что территорию села пересекает Северный полярный круг — это уникальная географическая точка.
Зелёный цвет — цвет плодородия и возрождения.
Жёлтый (золото) цвет по геральдике — символ жизни, стабильности, богатства, интеллекта и уважения.
Автор герба — А. Шадрин